# Каниненберг, Петер
Петер Каниненберг (нем. Peter Caninenberg; род. 28 сентября 1956, Мюнхен) — западногерманский хоккеист на траве, нападающий. Участник летних Олимпийских игр 1976 года, серебряный призёр чемпионата мира 1982 года, чемпион Европы 1978 года.

## Биография
Петер Каниненберг родился 28 сентября 1956 года в западногерманском городе Мюнхен.
В 1963 году начал играть в хоккей на траве за «Мюнхнер». Во время учёбы выступал за «Рот-Вайсс» из Кёльна, однако затем вернулся в «Мюнхнер».
В 1976 году вошёл в состав сборной ФРГ по хоккею на траве на летних Олимпийских играх в Монреале, занявшей 5-е место. Играл на позиции нападающего, провёл 3 матча, мячей не забивал.
В 1978 году завоевал золотую медаль чемпионата Европы в Ганновере.
В 1982 году выиграл серебряную медаль чемпионата мира в Бомбее.
В 1975—1984 годах провёл за сборную ФРГ 143 матча (136 на открытых полях, 7 — в помещении).
Работал юристом, защитил докторскую диссертацию по теме страхования на случай отмены спортивных мероприятий. Был гендиректором страховой компании Erwin Himmelseher Assekuranz-Vermittlung GmbH & Co. KG.